# Fernando Martín Espina
Fernando Martín Espina (Madrid; 25 de marzo de 1962-Madrid; 3 de diciembre de 1989) fue un jugador de baloncesto español, que disputó 9 temporadas en la ACB y una en la NBA, siendo el primer español en entrar en la competición estadounidense. Con 2,05 metros de altura, jugaba en la posición de pívot. Hermano del también jugador de baloncesto Antonio Martín.
Jugó en Estudiantes, Real Madrid, Portland Trail Blazers y en la selección española, con los que conquistó diferentes éxitos. Fue el primer jugador europeo de formación no universitaria en fichar por un equipo de la NBA. Como jugador, destacó por su gran fortaleza física no exenta de técnica y talento. 
Miembro desde el 1 de marzo de 2007 del Salón de la Fama FIBA. 
En octubre de 2021 fue incluido como jugador en el Hall of Fame del Baloncesto Español en la promoción de 2019.

## Trayectoria deportiva

### Inicios y entrada en la élite
Fernando Martín se inició en el baloncesto cuando ya tenía 15 años pero antes había practicado otros deportes, como judo o tenis de mesa, y destacando incluso en el balonmano, deporte que practicaba justo antes de probar con el baloncesto y en natación, disciplina en la que se proclamó campeón de Castilla de su categoría hasta en 5 ocasiones. De niño había padecido reuma de corazón, curiosamente al mismo tiempo que su hermano Antonio, y fue el médico que les trató esta dolencia quién instó a la madre de ambos para que hiciesen deporte con el fin de curarse. Su excepcional físico y su actitud extremadamente competitiva fue lo que le permitió destacar en todas y cada una estas especialidades y lo que le iba a permitir dar el salto finalmente al baloncesto.
En mitad del curso escolar 77/78, Mariano Bartivas, que había sido jugador de Estudiantes y era el entrenador del equipo de baloncesto del colegio donde Fernando Martín estudiaba, le convenció para que jugase con ellos. Su impacto fue tal que al finalizar ese curso, Fernando ficharía por el equipo juvenil del Estudiantes para la siguiente temporada, la 78/79, en la que también le iba a llegar su primera convocatoria con la selección nacional juvenil, entrenada por entonces por Aíto García Reneses y con la que iba a conseguir la medalla de plata en el Eurobasket de la categoría en 1979. Un año más tarde, en la temporada 79/80, iba a debutar con el primer equipo estudiantil, dirigido por Jesús Codina. Solo tendría que esperar un año más, a la temporada 80/81, para, aún en edad Junior, consolidarse como titular en el Estudiantes que conseguiría el subcampeonato de Liga frente al FC Barcelona, junto a los Vicente Gil, Alfonso del Corral, Charly López Rodríguez y el estadounidense Slab Jones.
Durante el transcurso de dicha temporada, comenzaron a llegarle ofertas para fichar por otros clubes pero fue el Joventut de Badalona quien antes consiguió llegar a un acuerdo con Estudiantes, llegando a realizar incluso un primer pago por el traspaso. Manel Comas, por entonces entrenador del equipo verdinegro, le había visto en la selección juvenil y aunque Fernando Martín aún mostraba grandes carencias, también exhibía un gran margen de mejora, motivo por el que el entrenador de la Penya insistió en su fichaje. Sin embargo, al final iba a ser el Real Madrid el equipo que consiguiese su fichaje, después de pagar 10 millones de pesetas a Estudiantes y de unas duras negociaciones entre los tres clubes implicados y el padre del jugador. Antes de incorporarse al equipo madridista, el 13 de mayo de 1981, debutó con la Selección Absoluta en un partido amistoso contra Francia, jugado en Burdeos y que iba a ganar España por 106 a 109. Fernando Martín anotó 2 puntos en ese partido.

### Su consagración en el Real Madrid y etapa NBA
Su llegada al Real Madrid se produjo en el verano de 1981. En este club, y en los siguientes cinco años, vivió los mejores años de su carrera deportiva, y llegó a consagrarse como el mejor pívot de España y uno de los mejores de Europa.
Con el equipo blanco conquistó cuatro títulos de la Liga ACB (1982, 1984, 1985 y 1986), tres de la Copa del Rey (1985,1986 y 1989), dos Recopas (1984 y 1989), una copa Korac (1988) y un Mundial de Clubs (1982). En 1985 fue subcampeón de la Copa de Europa.
Su figura llegó a seducir a los ojeadores de la NBA. En 1985 fue el primer jugador español en ser incluido en el draft. Lo eligieron los New Jersey Nets en la segunda ronda del Draft, en la posición 38. Viajó a Estados Unidos para disputar el campus de verano de este equipo y, a su finalización, se le propuso firmar un contrato no garantizado. Martín lo rechazó, y prefirió seguir un año más en España. Eso le permitiría participar en el Mundobasket que se disputaría en España en 1986, y en el que la selección española albergaba grandes esperanzas. Cabe mencionar que, en aquella época, los jugadores de la NBA no podían participar en las competiciones organizadas por la FIBA.

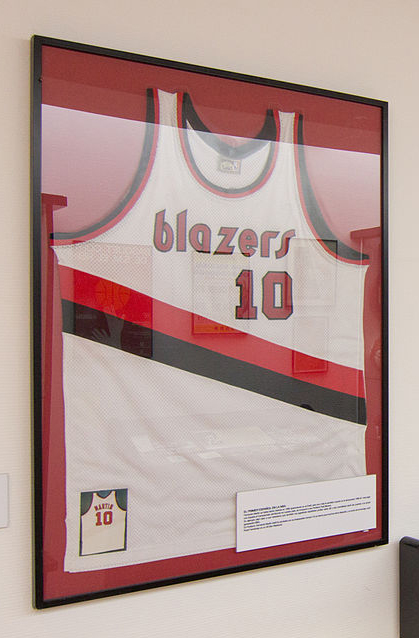
Su camiseta de Portland Trail Blazers, en el Salón de la Fama.

En verano de 1986 dio el gran paso y fichó por los Portland Trail Blazers de la NBA, convirtiéndose en el primer español y segundo europeo en entrar en la competición estadounidense.
Su estancia en los Trail Blazers, sin embargo, no fue todo lo afortunada que esperaba. Sufrió varias lesiones que le tuvieron, en total, cerca de dos meses apartado de las canchas, y que le impidieron contar con la continuidad de juego necesaria. Una fractura de nariz y una artroscopia en la rodilla fueron sus peores adversarios. A pesar de todo, el madrileño dio por buena la experiencia americana. Siempre dijo que había ido a la NBA a aprender.
Con los Trail Blazers solo jugó una temporada (1986-87), en la que disputó 24 partidos para un total de 146 minutos, 22 puntos y 28 rebotes.
En 1987 regresó al Real Madrid. Y entre otras cosas lo hizo porque el conjunto blanco le ofreció un contrato que, en aquel entonces, representaba un auténtico récord: 100 millones de pesetas anuales.
Su segunda etapa madridista fue menos fructífera. En el baloncesto español mandaba el FC Barcelona de los Epi, Solozábal y Audie Norris, el estadounidense con el que Martín mantuvo unos duelos épicos. A Martín le dio tiempo de añadir a su palmarés una Copa del Rey (1989) y una Recopa de Europa (1989) con un Real Madrid entonces liderado por el yugoslavo Dražen Petrović.
Pocos meses después (tal y como le ocurriría tres años y medio más tarde al propio Petrovic), un trágico accidente acabó con su vida prematuramente.

## Selección nacional
Entre 1981 y 1986, y en paralelo a sus éxitos en el Real Madrid, también colaboró activamente en los de la selección de baloncesto de España.
Fue convocado por primera vez por Antonio Díaz-Miguel en 1981. Entre ese año y 1986, cuando se fue a la NBA, disputó un total de 72 partidos con la selección, de la que siempre fue uno de los pilares.
Fue titular del equipo que ganó la medalla de plata en el Eurobasket de Nantes’83, y del que conquistó la histórica medalla de plata en los Juegos Olímpicos de Los Ángeles 1984, junto a jugadores como Juan Antonio Corbalán, Juan Antonio San Epifanio, Solozábal o Fernando Romay.

## Vida personal
Nació en Madrid, en el seno de una familia formada por Ricardo Martín Ajo (empresario del sector de la charcutería y de la construcción fallecido en 2003), Carmen Espina Prada (ama de casa fallecida en 2016) y tres hermanos más: Ricardo, Pedro y Antonio (también jugador de baloncesto profesional). Siempre vivió en el domicilio familiar situado en uno de los barrios residenciales más lujosos de Madrid, el Parque Conde de Orgaz. Su etapa escolar la pasó en el colegio San José del Parque de los hermanos maristas situado a poca distancia de su casa. Precisamente en los equipos de su colegio comenzó a despuntar como jugador de balonmano primero y de baloncesto después. Además llegó a ser campeón de Castilla de natación.
Su hijo Jan Martín jugó en las categorías inferiores de Estudiantes y Real Madrid, llegando a debutar en la liga ACB con ambos equipos. Fue el primer jugador español en jugar en la ligat Winner de Israel, consiguiendo ser jugador revelación.

### Fallecimiento
Fernando Martín falleció en Madrid el domingo 3 de diciembre de 1989 sobre las 15:00 horas a causa de un accidente de circulación. Acudía a presenciar un partido del Real Madrid contra el CB Zaragoza que no iba a poder disputar por sus dolores de espalda, los cuales no le impedirían estar en el banquillo para apoyar a sus compañeros.
El accidente se produjo porque su excesiva velocidad hizo que perdiera el control de su automóvil, un Lancia Thema 8.32, al incorporarse desde la carretera de Barcelona (N-II) a la vía de circunvalación M-30 en dirección norte. Se trata de una curva muy pronunciada cuesta abajo, donde perdió el control del vehículo. Tras incorporarse a la M-30 y saltar la mediana, invadió el carril de sentido contrario (sur) e impactó contra otro vehículo, un Opel Kadett cuyo conductor sobrevivió, aunque con graves heridas.
Su fallecimiento provocó una auténtica conmoción en el baloncesto español y mundial. A su entierro en el Cementerio de la Almudena acudieron representantes de todos los clubes e instituciones, incluidos varios jugadores, como Epi y Audie Norris, su eterno rival en el FC Barcelona.
Este caso recuerda al de Dražen Petrović quien también falleció casi cuatro años más tarde en similares circunstancias.

## Logros y reconocimientos
Regionales
- 4 Campeonatos de Madrid (Torneos CAM): 1984/85, 1985/86, 1987/88 y 1989/90.

Nacionales
- 4 Liga ACB: 1982, 1984, 1985, 1986.
- 3 Copa del Rey de baloncesto: 1985, 1986, 1989.
- 1 Supercopa de España (FEB-ACB): 1984/85.

Continentales
- 2 Recopas de Europa: 1984 y 1989.
- 1 Copa Korac: 1988.

Mundiales
- 1 Copa Mundial de Clubes FIBA: 1981.
- Subcampeón del Campeonato Mundial FIBA/NBA (Open-McDonald's): 1988.

Otros trofeos
- 3 Torneos Internacionales de Clubes ACB (Supercopa Europea): 1984/85, 1988/89, 1989/90.
- 3 Torneos Internacionales de Navidad (FIBA): 1981, 1982 y 1986.
- Supercopa de Europa FIBA: 1989 (no disputada por no comparecencia de la Jugoplastika).

Trofeos amistosos
- 3 Torneos de la Pollinica (Málaga): 1984/1985, 1985/1986, 1986/1987.
- 1 Trofeo Memorial Gasca (San Sebastián): 1985/86.
- 1 Trofeo 50 Aniversario Diario Sur (Sevilla): 1988.

Selección nacional
- Con la selección española fue 86 veces internacional.
- Medalla Plata en Europeo Junior 1979
- Medalla de Plata en los JJ. OO. de Los Ángeles 1984.
- Medalla de Plata en el Eurobasket de Nantes 1983.
- Disputó dos Campeonatos del Mundo (1982 y 1986).

Honores y distinciones
- Su figura está reconocida en el Salón de la Fama FIBA.
- Primer Español y Segundo Europeo en jugar en la NBA.
- El Real Madrid de Baloncesto retiró el dorsal n.º 10 en su honor.
- Pertenece a los 50 Mayores Contribuidores del Baloncesto FIBA.
- Medalla de Plata de la Real Orden del Mérito Deportivo (2009, a título póstumo).
- Hall of Fame del Baloncesto Español (2019, a título póstumo)

Homenajes
- El Real Madrid retiró el número 10 de su camiseta tras su fallecimiento, por lo que ningún otro jugador ha vuelto a lucirlo en el equipo. Es el único dorsal retirado en la historia del club.
- Hay un pabellón de baloncesto con su nombre en la ciudad de Fuenlabrada.
- Un centro deportivo municipal de Madrid, en el barrio de Valdezarza, lleva su nombre.

## Estadísticas ACB
- CB Estudiantes

80/81 – 12.8 puntos, 5.4 rebotes (18 años)
- Real Madrid

81/82 – 13.4 puntos 4.6 rebotes – Liga
82/83 – 17.4 ptos, 5.2 rebotes.
83/84 – 21.5 ptos, 6.0 rebotes. – Liga, Recopa
84/85 – 19.5 ptos, 8.5 rebotes. – Liga, Copa
85/86 – 23.3 ptos, 6.9 rebotes – Liga, Copa
87/88 – 22.0 puntos, 7.0 rebotes – Korac
88/89 – 18.7 puntos, 8.8 rebotes – Copa, Recopa
89/90 – 18.3 puntos 7.2 rebotes.  (27 años)

## Estadísticas de su carrera en la NBA

### Temporada regular
| Año     | Equipo   | PJ | PT | MPP | %TC  | %3P  | %TL  | RPP | APP | ROB | TPP | PPP |
| ------- | -------- | -- | -- | --- | ---- | ---- | ---- | --- | --- | --- | --- | --- |
| 1986-87 | Portland | 24 | 0  | 6.1 | .290 | .000 | .364 | 1.2 | .4  | .3  | .1  | .9  |
| Total   | Total    | 24 | 0  | 6.1 | .290 | .000 | .364 | 1.2 | .4  | .3  | .1  | .9  |